# Теодорович Ананій
Ананій Теодорович (*17 грудня 1900 с. Білиці Ковельський повіт Волинська губернія — †11 жовтня 1971 Баунд-Брук, США) — священик, протопресвітер і діяч Української автокефальної православної Церкви (УАПЦ).

## Церковна наука й праця
Ананій Теодорович здобув богословську середню освіту у Житомирській і Кременецькій духовних семінаріях, заочно закінчив теологію у Варшавському університеті. У 1919 він був інструктором у штабі Січових Стрільців.
У 1925 був рукоположний у сан священика. Між 1942-43 був секретарем Рівненського церковного управління УАПЦ.
В 1944 німці забрали у полон; при кінці війни був визволеним американськими військами. В американському зоні між 1946-46 був секретарем синоду УАПЦ. З 1948 член Ради Митрополії.

## В Австралії

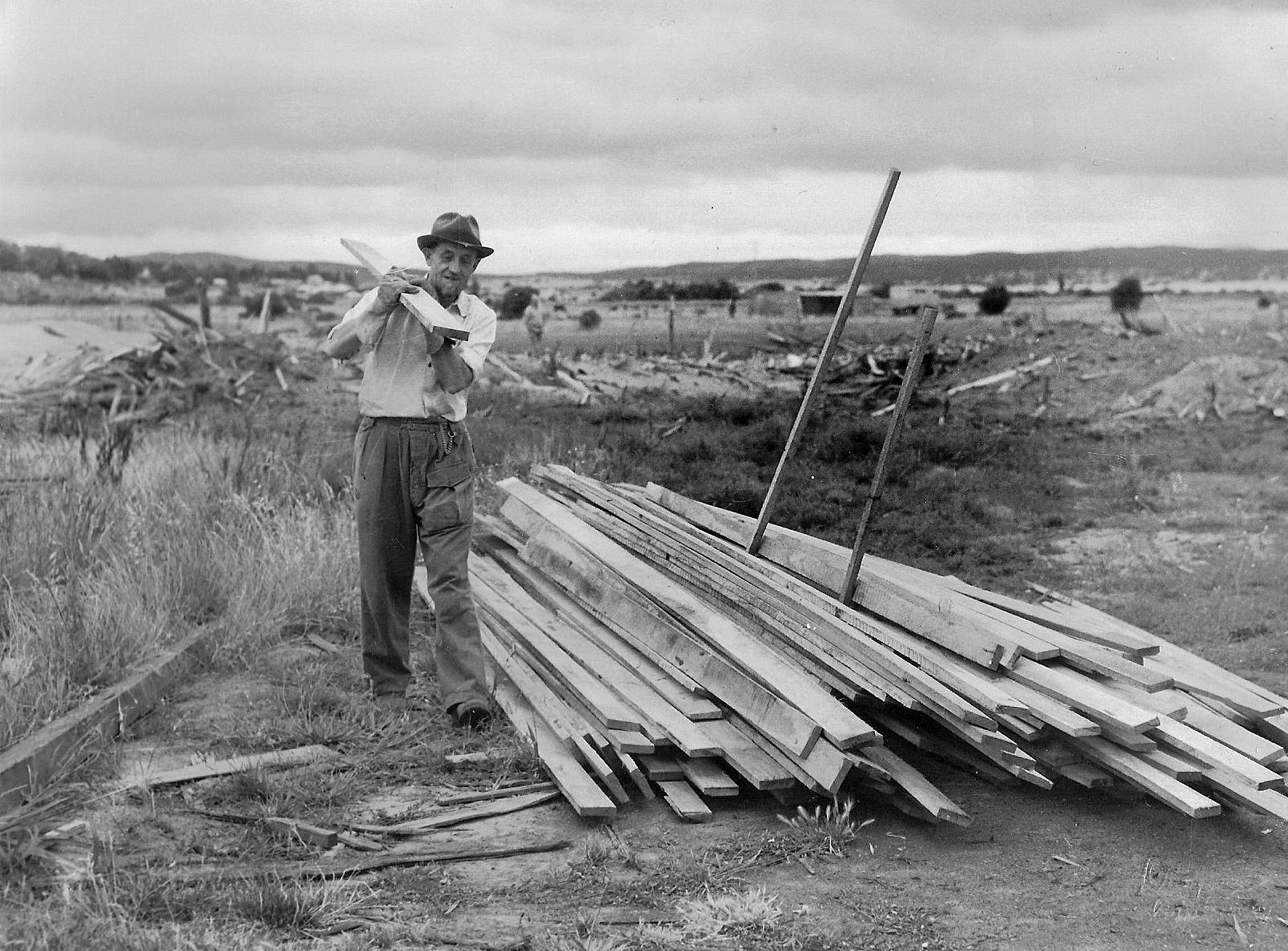
о. Ананій Теодорович працює звичайним робітником на державному лісозаводі в Канберрі, 1949 року.

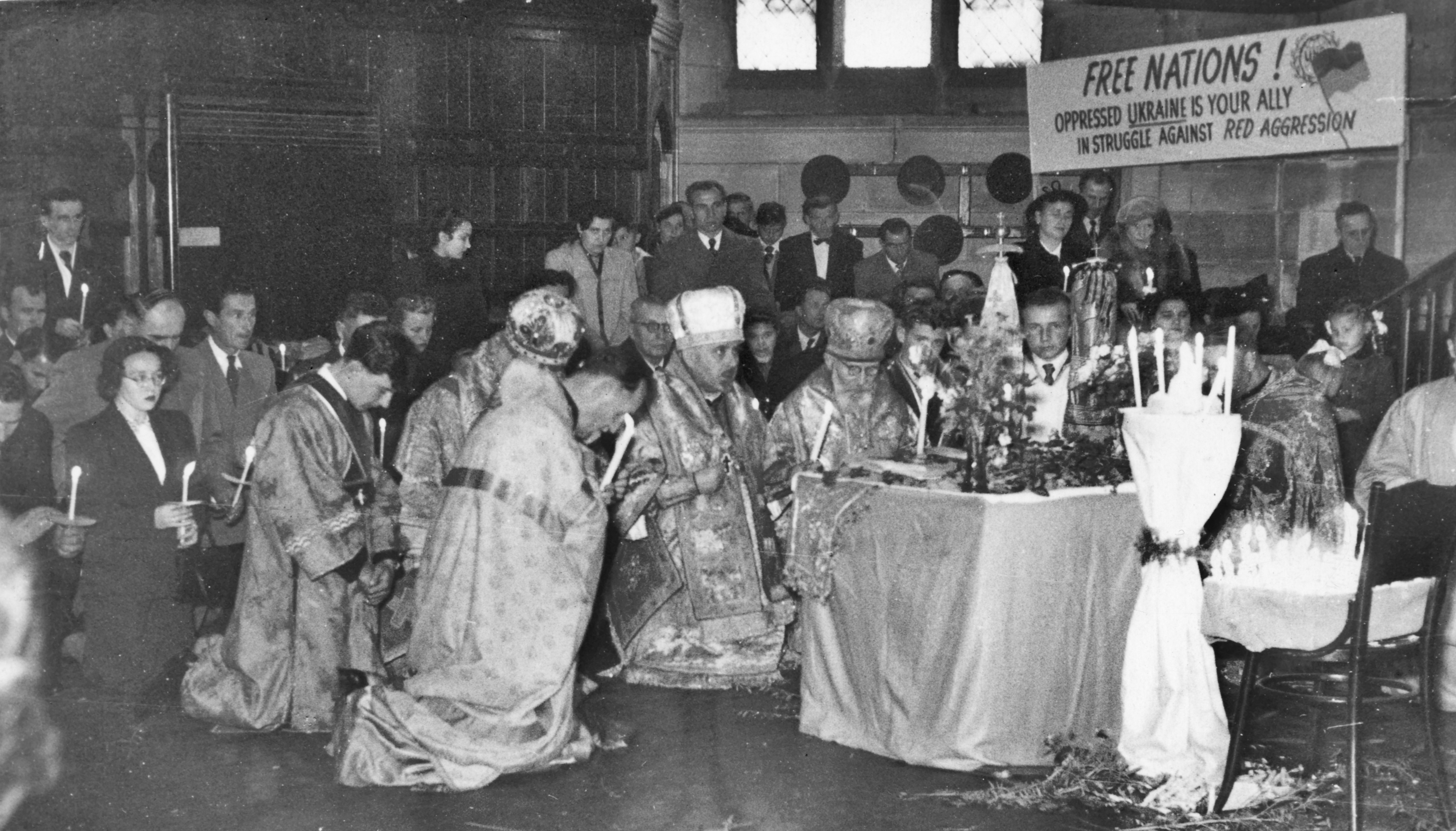
Служба присвячена замученим Голодомором у Храмі св. Андрія в Сіднеї 1953 р. Видно з ліва: o. A. Теодорович, Архієпископ Іван (Данилюк), Архієпископ Сильвестр.

Приїхавши 1949 до Австралії, з дружиною Євгенією і дітьми, Ананій Теодорович працював контрактовим робітником у лісозаводі в Канберрі. Пізніше Теодорович організував першу українську церковну громаду — парафію УАПЦ св. Миколая в Канберрі.
Через зв'язки з міністерством іміґрації Австралії він зміг розподілити православних священиків, що прибули 1949 до Австралії, по осередках українських поселення. У тому з 1949 став організатором парафії УАПЦ св. Покрови в Гоумбуші (англ. Homebush), околиці Сіднея, а в 1951 її настоятелем.
Голова вищого церковного управління й адміністратор УАПЦ в Австралії і Новій Зеландії 1950-53, 1957-58 та 1971, коли УАПЦ не мала в Австралії свого ієрарха.
Син Олександер Теодорович також був активний в українському культурному житті Канберри і в 1972 став священик УАПЦ, був головою консисторії (1975—1979), і протоієрей.
Ананій Теодорович був редактором:
- «Церковні Вісті» (1952—1953)
- «Праця і Життя» (Сідней, 1966-71).

Ананій Теодорович Помер під час проведення собору Української православної церкви Америки. Похований в Сіднеї на цвинтарі Руквуд.